# Malta op de Olympische Zomerspelen 2016
Malta nam deel aan de Olympische Zomerspelen 2016 in Rio de Janeiro, Brazilië. Tot de selectie behoorden zeven atleten, actief in vier sporten – twee meer dan vier jaar eerder. Zwemmer Andrew Chetcuti droeg de Maltese vlag tijdens de openingsceremonie.

## Deelnemers en resultaten
(m) = mannen, (v) = vrouwen 

### Atletiek
| Olympiër               | Discipline | Resultaat | Prestatie                                            |
| ---------------------- | ---------- | --------- | ---------------------------------------------------- |
| Luke Bezzina           | 100m (m)   | 74e       | voorronde serie 2: 3de in 11,04                      |
|                        |            |           |                                                      |
| Charlotte Wingfield VS | 100m (v)   | 57e       | voorronde serie 3: 1ste 11,86 serie 6: 8ste in 11,90 |

### Gewichtheffen
| Olympiër      | Discipline | Resultaat | Prestatie   |
| ------------- | ---------- | --------- | ----------- |
| Kyle Micallef | –85kg (m)  | DNF       | trekken: NM |

### Schietsport
| Olympiër         | Discipline           | Resultaat | Prestatie                                          |
| ---------------- | -------------------- | --------- | -------------------------------------------------- |
| William Chetcuti | dubbeltrap (m)       | 17e       | kwalificatie: 17de met 125 punten (22-25-24-26-26) |
|                  |                      |           |                                                    |
| Eleanor Bezzina  | 10m luchtpistool (v) | 22e       | kwalificatie: 22ste met 379 punten (95-94-95-95)   |
| Eleanor Bezzina  | 25m pistool (v)      | 36e       | kwalificatie: 36ste met 562 punten (283-279)       |

### Zwemmen
| Olympiër           | Discipline          | Resultaat | Prestatie             |
| ------------------ | ------------------- | --------- | --------------------- |
| Andrew Chetcuti VO | 100m vrije slag (m) | 51e       | serie 2: 4de in 51,37 |
|                    |                     |           |                       |
| Nicola Muscat      | 50m vrije slag (v)  | 53e       | serie 6: 7de in 26,60 |